# Jem Karacan
Jem Paul Karacan (ur. 21 lutego 1989 w Catford, Londyn, Anglia) – turecki piłkarz, występujący na pozycji pomocnika.